# 托梅 (新墨西哥州)
托梅（英語：Tome）是位於美國新墨西哥州巴倫西亞縣的普查規定居民點。

## 人口
根據2020年美國人口普查的數據，托梅的面積為14.31平方千米，皆為陸地。當地共有人口1718人，而人口密度為每平方千米120.06人。